# Straat van Mozambique
Straat van Mozambique is een zeestraat in de Indische Oceaan die Madagaskar van het Afrikaanse vasteland, meer specifiek Mozambique, scheidt. De straat is zo'n 1500 kilometer lang, haar breedte varieert van 420 kilometer op het nauwste punt tot 1000 kilometer op andere punten.
Aan het noordelijke einde van de straat liggen de Comoren, in de straat zelf liggen enkele kleine onbewoonde eilandjes, die deel uitmaken van de Verspreide Eilanden in de Indische Oceaan.
Frankrijk is aanwezig via Mayotte en de Verspreide Eilanden en handhaaft een militaire aanwezigheid via Réunion, met marineschepen die vrij regelmatig patrouilleren. Deze eilandjes bieden exclusieve economische zones (EEZ's), rijk aan visbestanden en potentieel koolwaterstoffen. Voor Frankrijk is de echte uitdaging het behoud van zijn soevereiniteit over Mayotte, ten opzichte van de Comoren, en met name over de Verspreide Eilanden, gezien de dreigingen vanuit Madagaskar. De Madagaskar betwist de Franse aanwezigheid juridisch, omdat ze van mening zijn dat deze eilandjes afhankelijk waren van Madagaskar en dat ze, zodra de onafhankelijkheid was bereikt, terug hadden moeten keren naar Madagaskar, niet naar Frankrijk.